# Frank Berryman
Sir Frank Horton Berryman, KCVO, CB, CBE, DSO (* 11. April 1894 in Geelong, Victoria; † 28. Mai 1981 in Rose Bay, New South Wales) war ein australischer Offizier der Australian Army, der unter anderem während des Zweiten Weltkrieges als Generalleutnant von 1944 bis 1945 Chef des Stabes im Erweiterten Hauptquartier der Alliierten Landstreitkräfte im Südwestpazifikraum (Southwest Pacific Area) sowie zuletzt zwischen 1952 und 1953 Oberkommandierender des Heereskommandos Ost war.

## Leben

### Erster Weltkrieg und Zwischenkriegszeit
Frank Horton Berryman absolvierte eine Ausbildung zum Offizier der Australian Army und nahm im Ersten Weltkrieg an der französischen Westfront während der Schlacht an der Somme (1. Juli bis 18. November 1916) an der Schlacht von Pozières (23. Juli bis 3. September 1916) teil. Während der Schlacht bei Arras (9. April bis 16. Mai 1917) sowie der Dritten Flandernschlacht (31. Juli bis 6. November 1917) war er Chef der 18th Field Artillery Battery. Am 7. April 1918 wurde er im Kriegsbericht erwähnt (Mentioned in dispatches). Während der Hunderttageoffensive (8. August 1918 bis 11. November 1918) teil, die mit dem Waffenstillstand von Compiègne endete, war er Chef der 14th Field Artillery Battery. Am 8. November 1918 wurde er erneut im Kriegsbericht erwähnt. Als Angehöriger der 5. Artilleriebrigade wurde ihm zum 1. Januar 1919 der Distinguished Service Order (DSO) verliehen.
Am 7. Oktober 1930 wurde er als Angehöriger des Australian Staff Corps mit rückwirkender Wirkung zum 1. März 1923 zum Hauptmann befördert und der Brevet-Rang eines Major verliehen. Er war zwischen dem 4. April 1934 und dem 31. Juli 1938 Generalstabsoffizier für Operationen im Hauptquartier des Heeres und erhielt in dieser Verwendung am 12. Mai 1937 den Brevet-Rang eines Oberstleutnants. Nach seiner Beförderung zum Oberstleutnant am 1. Juli 1938 war er vom 1. August bis zum 7. Dezember 1938 Assistierender Direktor für militärische Operationen im Heereshauptquartier sowie im Anschluss zwischen dem 8. Dezember 1938 und dem 3. April 1940 Generalstabsoffizier 1 der 3. Infanteriedivision (3rd Australian Infantry Division).

### Zweiter Weltkrieg
Nachdem Frank Berryman am 4. April 1940 zum Oberst (Colonel) befördert worden war, war er während des Zweiten Weltkrieges vom 3. April 1940 bis zum 24. Januar 1941 Generalstabsoffizier 1 der 6. Infanteriedivision (6th Australian Infantry Division) und wurde in dieser Verwendung am 14. Dezember 1940 auch zum Brigadegeneral (Brigadier) befördert. Er fungierte zwischen dem 14. Dezember 1940 und dem 2. August 1941 als Kommandeur der Artillerieverbände (Royal Artillery) der in Syrien eingesetzten 7. Infanteriedivision (7th Australian Infantry Division) und war während dieser Zeit im Syrisch-Libanesischen Feldzug (8. Juni bis 14. Juli 1941) auch Kommandeur der nach ihm benannten Berryforce. Für seine Verdienste im Mittleren Osten wurde er am 8. Juli 1941 zum Commander des Order of the British Empire (CBE) ernannt. Er war ferner vom 3. August 1941 bis zum 5. April 1942 Brigadegeneral im Generalstab des im Mittleren Osten und auf Java eingesetzten I. Korps (I Australian Corps).
Daraufhin war Frank Horton Berryman zwischen dem 5. April und dem 13. September 1942 Generalmajor im Generalstab der 1. Armee (1st Australian Army) und bekam in dieser Funktion am 6. April 1942 den vorübergehenden Dienstgrad eines Generalmajors (Temporary Major-General) verliehen, ehe am 1. September 1942 seine Beförderung zum Generalmajor (Major-General) erfolgte. Im Anschluss fungierte er als Nachfolger von Generalmajor George Alan Vasey vom 14. September 1942 bis zum 20. Januar 1944 als stellvertretender Chef des Generalstabes. Nachdem er am 21. Januar 1944 zum Generalleutnant (Lieutenant-General) befördert worden war, diente er zwischen dem 11. Dezember 1942 und dem 26. Februar 1943 sowie erneut vom 13. August 1943 bis zum 20. Januar 1944 als Generalmajor im Generalstab der aus australischen Soldaten und aus einheimischen Angehörigen aus dem Territorium Papua sowie Territorium Neuguinea bestehenden New Guinea Force. Dort war er zugleich als Nachfolger von Generalleutnant Leslie Morshead ab dem 7. November 1943 erst kommissarischer Kommandierender General (Acting General Officer Commanding) sowie im Anschluss zwischen dem 21. Januar und dem 12. April 1944 Kommandierender General des II. Korps (II Australian Corps), woraufhin Generalleutnant Stanley Savige seine Nachfolge übernahm. In dieser Zeit nahm er an der Schlacht um die Huon-Halbinsel (22. September 1943 bis 1. März 1944) teil. Er selbst wiederum löste Generalleutnant Stanley Savige am 13. April 1944 als Kommandierender General des I. Korps ab und verblieb in dieser Funktion bis zu seiner Ablösung durch Generalleutnant Leslie Morshead am 23. Juli 1944. Zuletzt übernahm am 24. Juli 1944 den Posten als Chef des Stabes im Erweiterten Hauptquartier der Alliierten Landstreitkräfte im Südwestpazifikraum (Southwest Pacific Area). Er nahm in dieser Funktion an der Rückeroberung der Philippinen (20. Oktober 1944 bis 2. September 1945) teil. Für seine dortigen Verdienste wurde er am 8. März 1945 Companion des Order of the Bath (CB). Zum Ende des Zweiten Weltkrieges nahm er auch an der Operation Oboe (1. Mai 1945 bis 15. August 1945) zur Befreiung Borneos von den Japanern teil.

### Nachkriegszeit
Nach Ende des Zweiten Weltkrieges war Generalleutnant Berryman vom 12. Oktober bis zum 12. Dezember 1945 zunächst kurzzeitig Chef des Generalstabes im Erweiterten Hauptquartier des Heeres (Australian Military Force) sowie im Anschluss zwischen dem 13. Dezember 1945 und dem 3. März 1946 Chef des Stabes der Truppen auf Morotai, der sogenannten Morotai Force. Anschließend fungierte er vom 4. März 1946 bis 1950 in Personalunion als Oberkommandierender des Heereskommandos Ost (General Officer Commander in Chief, Eastern Command) sowie als Kommandierender Distriktoffizier des 2. Militärbezirks (District Officer Commanding, 2nd Military District).  Für seine Verdienste im Westpazifik wurde er am 2. November 1946 erneut im Kriegsbericht erwähnt.
Zuletzt war Frank Berryman von 1952 bis zu seinem Eintritt in den Ruhestand 1953 abermals Oberkommandierender des Heereskommandos Ost. Am 1. April 1954 wurde er schließlich zum Knight Commander des Royal Victorian Order (KCVO) geschlagen und führte seither den Namenszusatz „Sir“.